# Motoneurone
Nei vertebrati è denominato neurone motorio o motoneurone ogni neurone localizzato all'interno del sistema nervoso centrale (SNC) che trasporta il segnale all'esterno del SNC per controllare direttamente o indirettamente i muscoli e il movimento dei muscoli.
I motoneuroni sono classificati in:
- Motoneuroni somatici: innervano direttamente i muscoli scheletrici.
- Motoneuroni branchiali: innervano direttamente i muscoli branchiali (che "motorizzano" le branchie nei pesci e il viso e il collo nei vertebrati terrestri.)
- Fibre efferenti post gangliari: innervano indirettamente il cuore o i visceri, i muscoli delle arterie. Essi innervano i neuroni situati nei gangli del sistema nervoso autonomo simpatico e parasimpatico.

In altre parole:
- I motoneuroni dei muscoli scheletrici e dei muscoli branchiali sono monosinaptici.
- La via effettrice invece dei tessuto muscolare liscio è disinaptica (interessa due neuroni: il  “motoneurone generale viscerale” localizzato nel SNC che si innesta su un neurone gangliare che innerva il muscolo.)

Tutti i motoneuroni provenienti dal sistema nervoso centrale devono prima contrarre sinapsi nel midollo spinale, per poi andare verso il muscolo bersaglio.
Ogni motoneurone somatico Aα che esce dal midollo per andare verso il muscolo relativo emette un assone ricorrente che tornando al midollo entra in sinapsi con un interneurone inibitorio della lamina VII (neurone di Renshaw, il quale scarica sullo stesso motoneurone e su motoneuroni sinergici di neuromeri adiacenti). Questo sistema di inibizione retrograda elimina la possibilità di sovrastimolazione di un muscolo, che è detta comunemente stimolazione tetanica, in alcuni casi fisiologica (esempio: contrazione isometrica massimale). Il tetano non fisiologico è il sintomo della malattia omonima provocata dalla distruzione di questi neuroni inibitori collaterali causata dai clostridi del tetano.